# プレシジョニズム

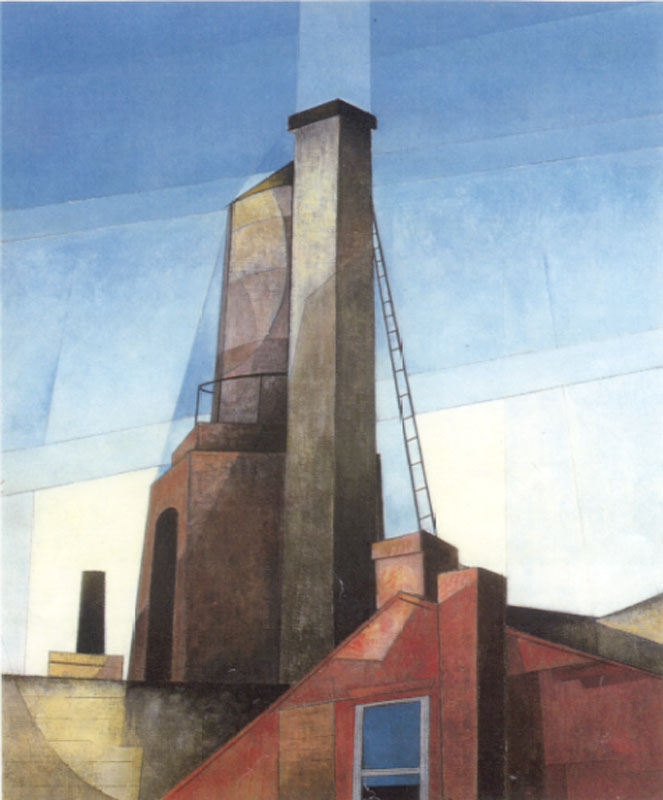
Aucassin and Nicolette, 1921
チャールズ・デムス作

プレシジョニズム（英: Precisionism、精密派）とは、1920年代から1930年代にかけて、アメリカに存在した絵画の様式の名称。キュビスム的リアリズム（Cubo-Realism、クボ・リアリズムまたはキューボ・リアリズム）やイマキュラティズム（Immaculatism、清浄派または純潔派）と呼ばれることもある。

## 歴史
精密派の画家には、アメリカ人のアイデンティティを受け入れる者、ヨーロッパからの影響を否定する者などがいた。その作品の特徴は、人工的な風景（主として都市の風景や建築物（工場、倉庫、摩天楼など）、機械）を、キュビスムの影響を受けてやや抽象化しつつも（または、抽象化に適するような題材を選択して）、写実的な筆致で描写するもので、のちの、いわゆる「スーパーリアリズム」の作品へとも接続する。特に、チャールズ・シーラーは、写真作品も制作しており、自分の撮影した写真を手本に、絵画作品を制作することもしばしばあった。このことからもわかるように、プレシジョニズムは、グループf/64の一部に見られるようなタイプのストレートフォトグラフィ（自然風景を撮影したものではなく、人工的な風景を撮影した作品）との近接性を持っている
アメリカにおける近代的な「イズム」のうち、オリジナルなものとしては、早い時期に成立したものの1つであるといえる。なお、確たるグループの名称ではないこともあり、その始まりと終わりには諸説ある。始まりについては、1915年や1918年といった1910年代とする考えがあり、終わりについても、1930年には終わっていたとする説がある一方で、1941年頃まで続いているとする考え方もある。
主な画家
- チャールズ・シーラー（Charles Sheeler; 1883年-1965年）
- ジョージ・オールト（George Ault; 1891年-1948年）
- ナイルズ・スペンサー（Niles Spencer; 1893年-1952年）
- ジョージア・オキーフ（Georgia O'Keeffe; 1887年-1986年）
- モートン・シャンバーグ（Morton Livingston Schamberg; 1881年-1918年）
- ジョセフ・ステラ（Joseph Stella = Giuseppe Michele Stella; 1877年-1946年 or 1880年-1946年）
- チャールズ・デムス（チャールズ・デムース、Charles Demuth; 1883年-1935年）
- ラルストン・クローフォード（Ralston Crawford; 1906年-1978年）

## 関連する画家と作品例

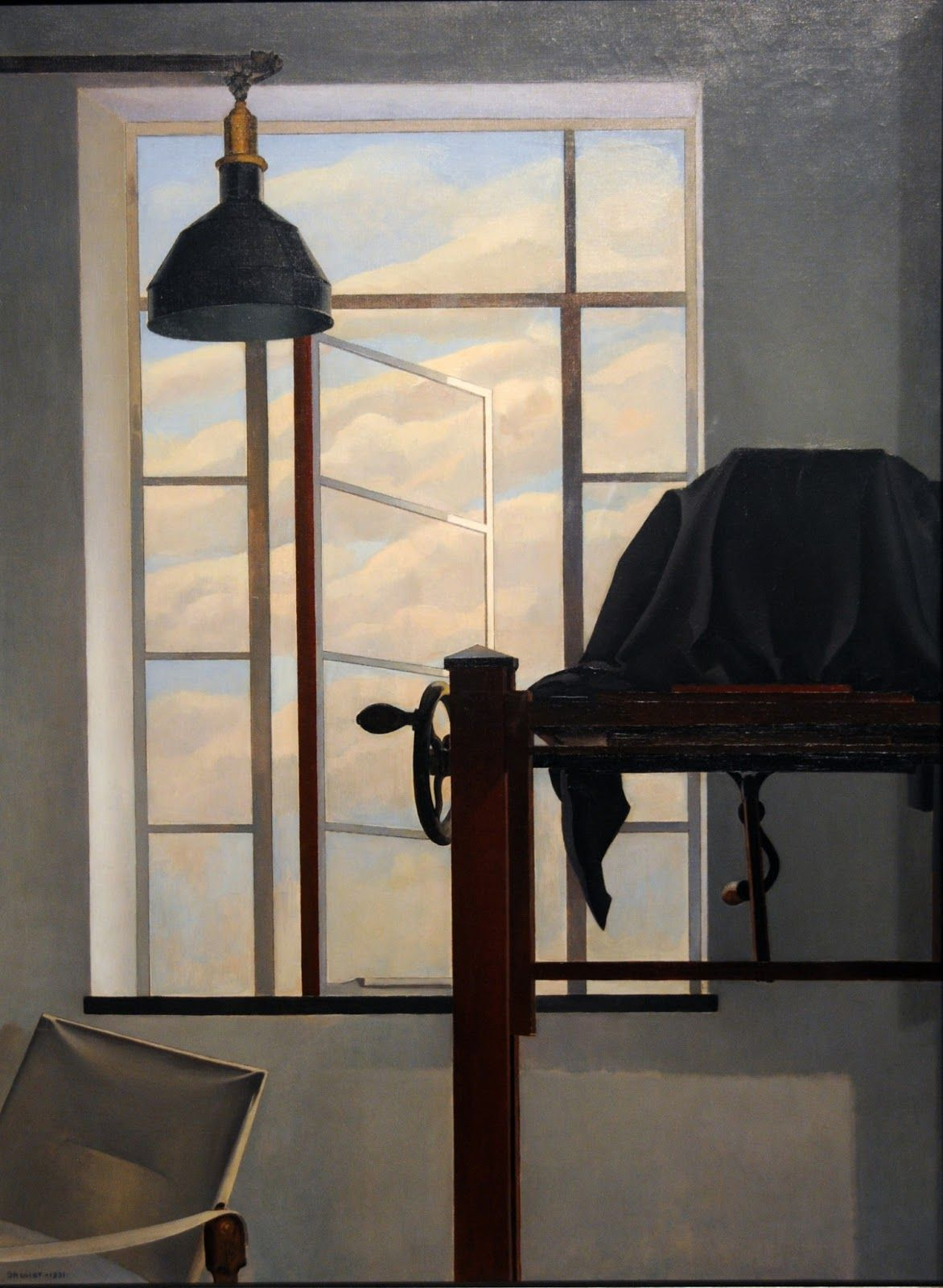
「ニューヨークの風景」 チャールズ・シーラー
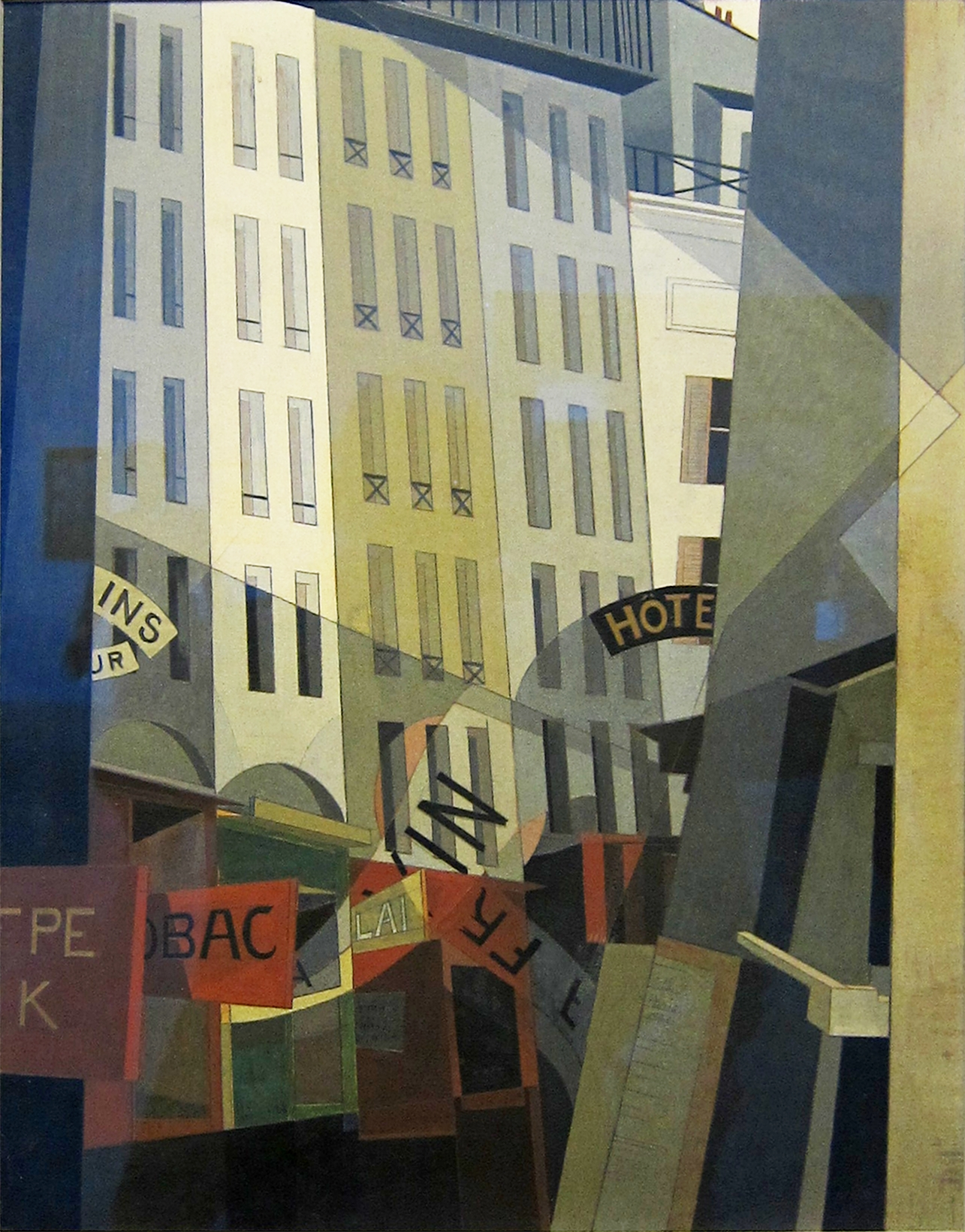
Rue du singe qui pêche チャールズ・デムス
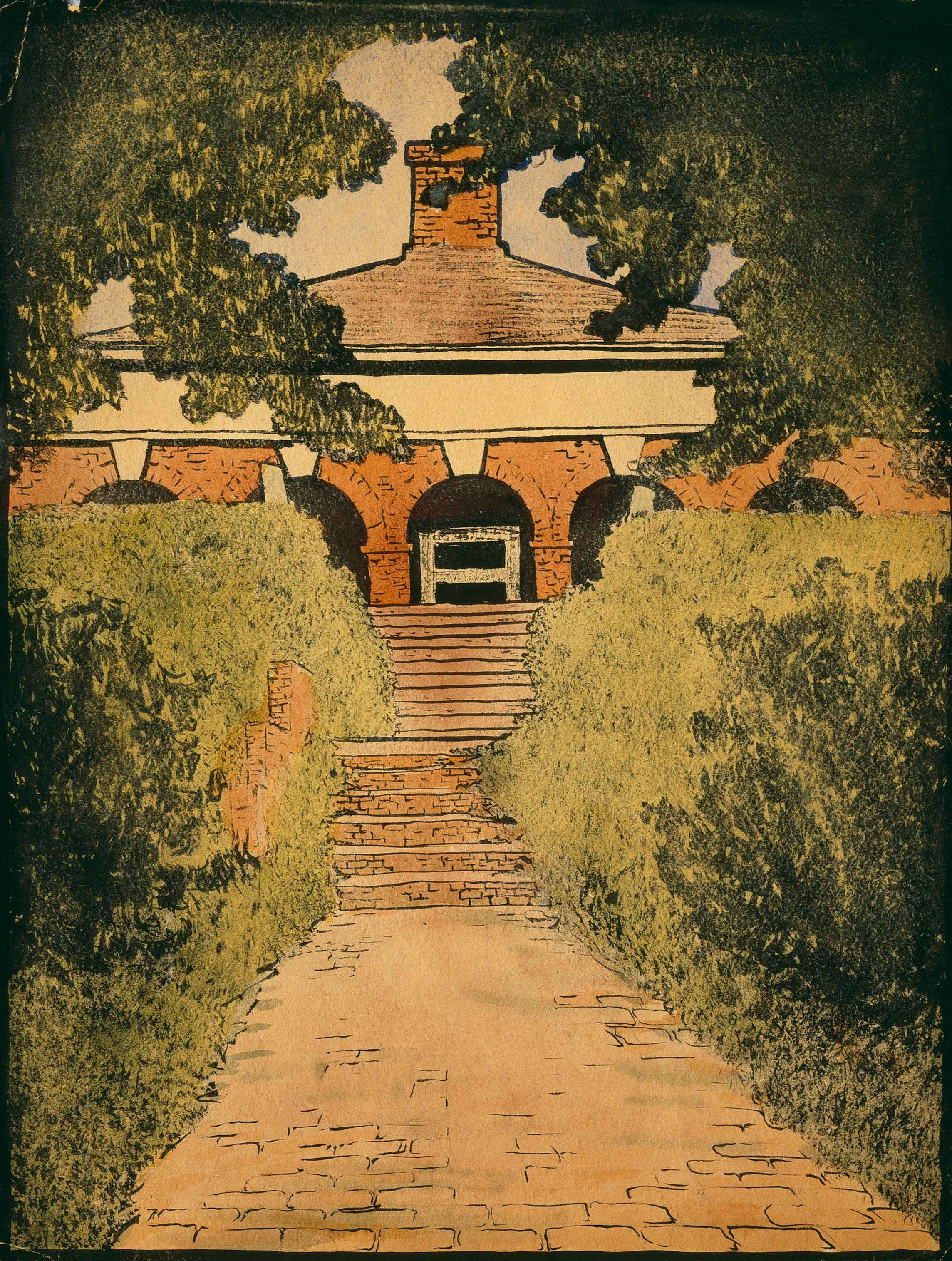
Untitled ジョージア・オキーフ
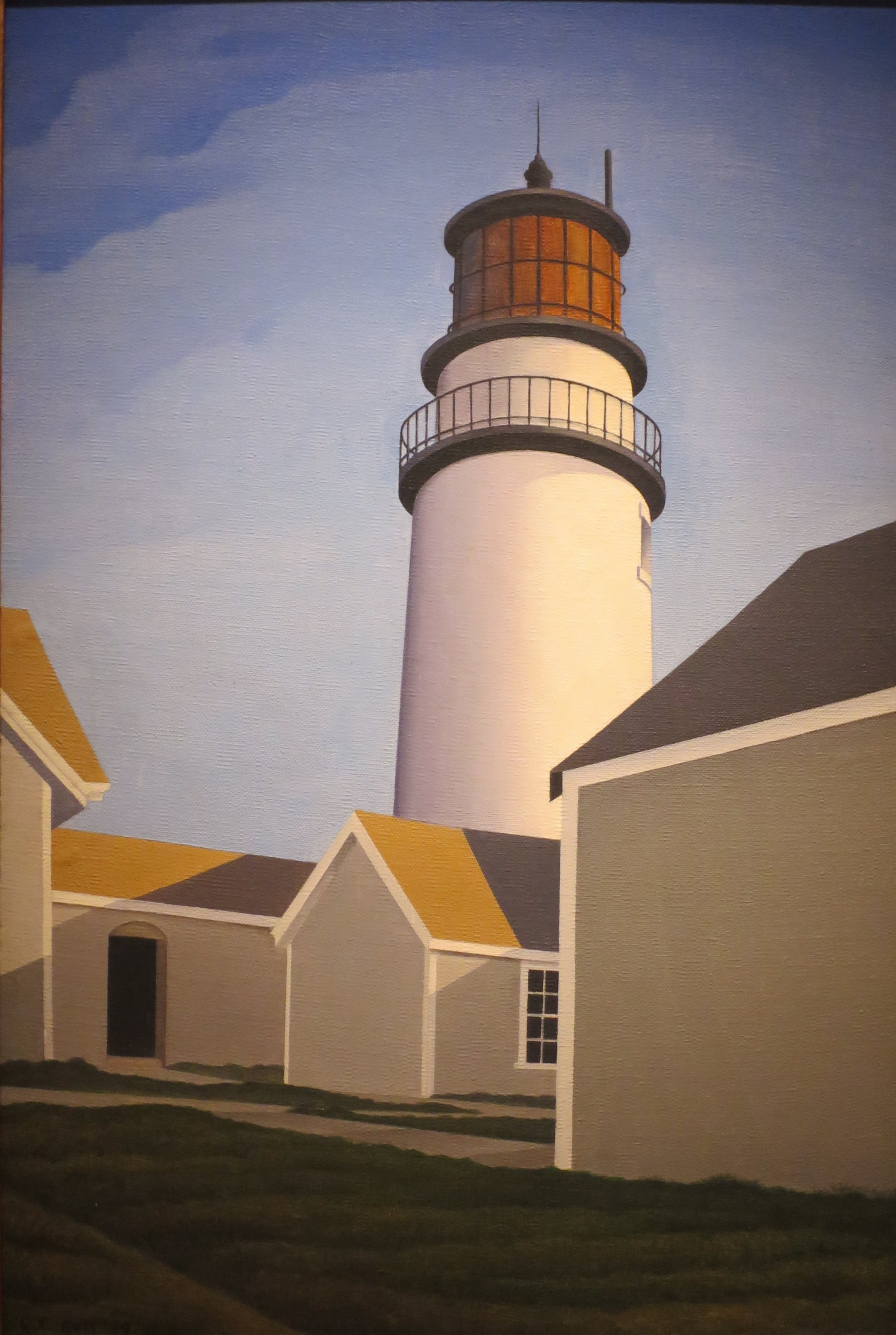
Highland Light ジョージ・オールト
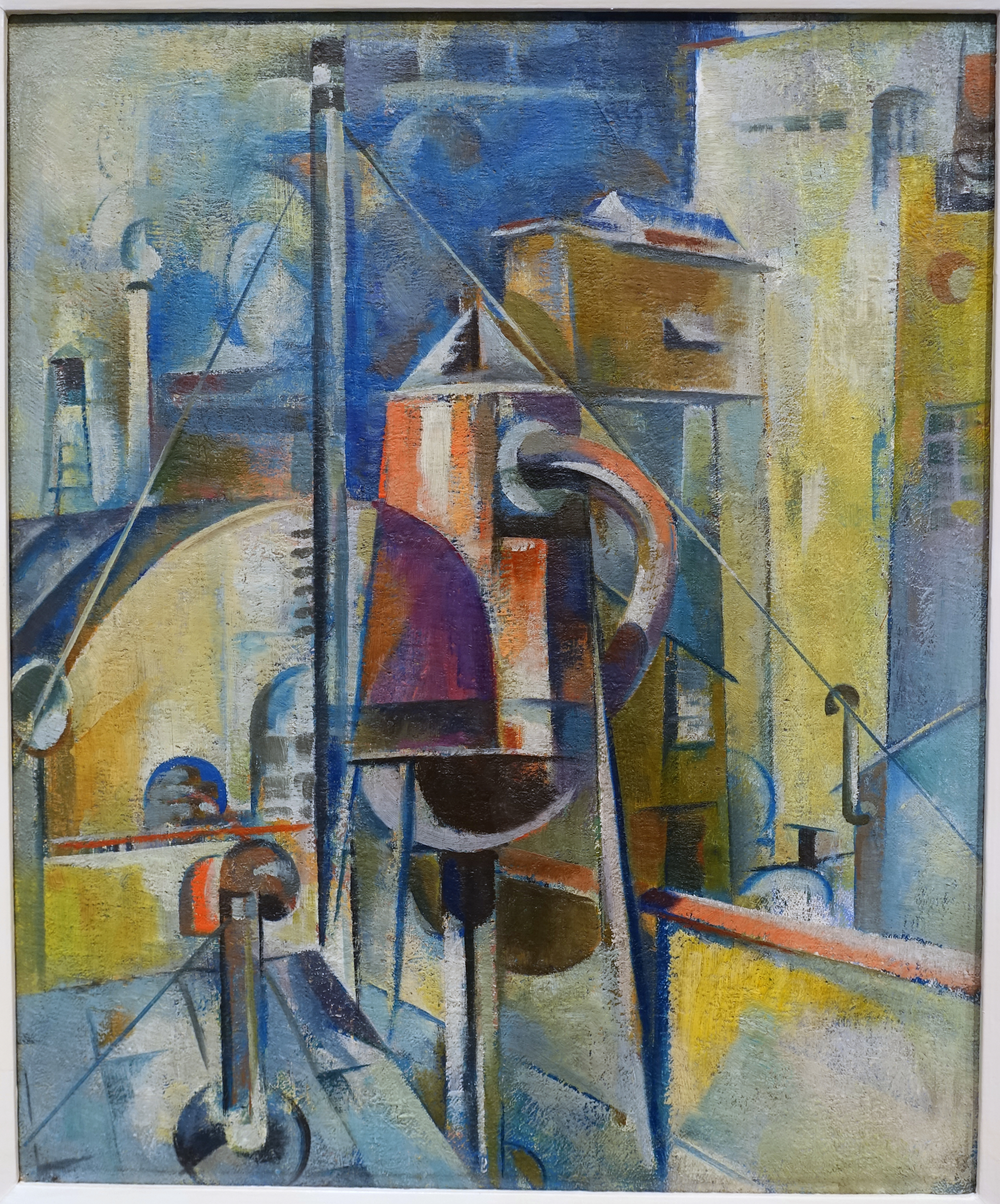
工場地帯の風景 プレストン・ディキンソン
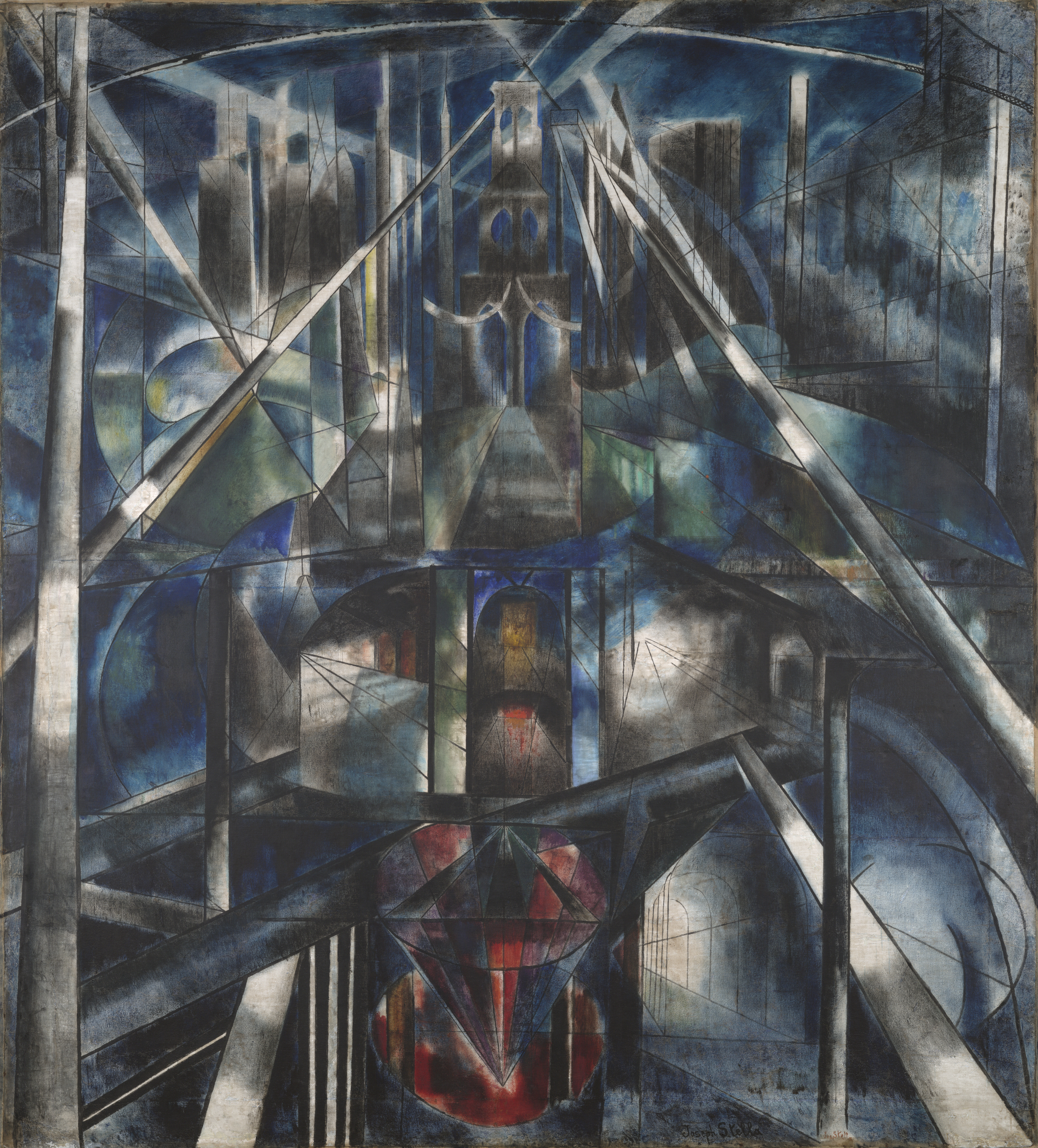
ブルックリン橋 ジョセフ・ステラ
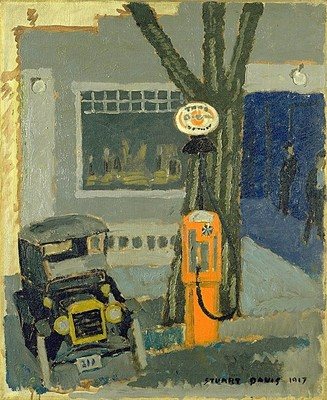
Garage No. 1 スチュアート・デイヴィス